# William Kaelin Jr.
William George Kaelin Jr., dit Bill G. Kaelin, né le 23 novembre 1957 à Jamaica (Queens, New York), est un professeur de médecine à l'université Harvard.
Il obtient le prix Nobel de médecine en 2019, qu'il partage avec Gregg L. Semenza et Peter J. Ratcliffe.

## Biographie
Après un diplôme en mathématiques et en chimie à l'Université Duke en Caroline du Nord, Kaelin obtient son doctorat en médecine en 1982. Il effectue ensuite son internat en médecine interne à l'Université Johns Hopkins.
Il poursuit en oncologie médicale au Dana-Farber Cancer Institute avant d'effectuer un post-doc dans le laboratoire du docteur David Livingston où il commence ses études sur les protéines suppresseurs de tumeur. En 1992, il obtient un poste de chercheur dans ce même institut et au Howard Medical Institute.
En 2002, il devient professeur à la faculté de médecine de Harvard,.

### Carrière
Il est devenu directeur adjoint des sciences fondamentales au Centre de cancérologie Dana – Farber/Harvard en 2008. Ses recherches à Dana – Farber ont porté sur la compréhension du rôle des mutations dans les gènes de suppresseurs de tumeurs dans le développement du cancer. Ses principaux travaux portent sur le gène du rétinoblastome, von Hippel – Lindau et du suppresseur de tumeur p53.
Ses travaux ont été financés par les instituts nationaux de la santé, la Société américaine du cancer, la fondation de bienfaisance Doris Duke et d'autres.
Il est membre du conseil d'administration d'Eli Lilly et du comité scientifique consultatif Stand up to Cancer.

### Distinctions
En 2016, William Kaelin Jr. obtient le prix Albert-Lasker pour la recherche médicale fondamentale ainsi que le ASCO Science of Oncology Award  et le AACR Princess Takamatsu Award.
Il obtient le prix Nobel de médecine en 2019, qu'il partage avec Gregg L. Semenza et Peter J. Ratcliffe pour leurs travaux sur l'oxygénation des cellules.

### Vie privée
William Kaelin Jr. était marié avec le Dr Carolyn Kaelin-Scerbo (en) (1961-2015) jusqu'au décès de celle-ci. Le couple a deux enfants : Kathrin et William.